# Trichoplon extremum
Trichoplon extremum là một loài bọ cánh cứng trong họ Cerambycidae.